# Manihot pauciflora
Manihot pauciflora är en törelväxtart som beskrevs av Townshend Stith Brandegee. Manihot pauciflora ingår i släktet Manihot och familjen törelväxter. Inga underarter finns listade i Catalogue of Life.